# Lo Hobbit - Un viaggio inaspettato
Lo Hobbit - Un viaggio inaspettato (The Hobbit: An Unexpected Journey) è un film del 2012 diretto da Peter Jackson.
Pellicola fantasy sceneggiata dallo stesso regista e co-produttore con Fran Walsh, Philippa Boyens e Guillermo del Toro.
Tratto dalla parte iniziale del romanzo Lo Hobbit e dalle Appendici de Il Signore degli Anelli di J. R. R. Tolkien, è il primo capitolo della trilogia de Lo Hobbit, che funge da prequel alla trilogia de Il Signore degli Anelli, diretta dallo stesso regista. I due film successivi sono Lo Hobbit - La desolazione di Smaug (2013) e Lo Hobbit - La battaglia delle cinque armate (2014).
Questo primo film della trilogia ha ottenuto tre candidature ai premi Oscar 2013.

## Trama
Poco prima dell'inizio dei fatti narrati ne Il Signore degli Anelli, l'anziano Bilbo Baggins è intento a scrivere le sue memorie nel Libro Rosso, in modo che suo nipote Frodo possa conoscere tutte le sue avventure. Nelle prime pagine del suo racconto, il vecchio hobbit comincia a narrare la storia del regno di Erebor, roccaforte del re dei nani Thrór, e delle immense ricchezze qui conservate. Il regno di Thrór vive un lungo periodo di prosperità, fino all'arrivo del terrificante drago Smaug, il quale, invaghitosi del tesoro di Erebor, dopo aver attaccato la vicina città di Dale, che viveva di riflesso il benessere del regno dei Nani, raggiunge il regno di Thrór e lo conquista, costringendo i nani alla fuga. Quel giorno, gli elfi del Reame Boscoso decisero di non aiutare Thrór in quanto il loro re, Thranduil, non avrebbe rischiato la vita dei suoi contro l'ira del drago.
I ricordi riportano poi la mente di Bilbo al momento esatto in cui, da giovane, riceve la visita del potente stregone Gandalf il Grigio, presentatosi davanti alla dimora dello hobbit per convincerlo a partire per un'avventura. Bilbo, tuttavia, è riluttante all'idea e lo prega di provare altrove. Quella sera, però, lo hobbit riceve una nuova visita di Gandalf che, in compagnia di tredici nani, lo recluta nella compagnia guidata da Thorin Scudodiquercia, il nipote di Thrór, intenzionato a riconquistare il regno dei suoi avi e a scacciare l'usurpatore Smaug. Gandalf consegna a Thorin una mappa di Erebor, sulla quale vi è segnata un'entrata segreta sul fianco della Montagna Solitaria, oltre che l'unica chiave in grado di aprire quella porta, ricevuta tempo prima da Thráin, il padre di Thorin. Bilbo, nonostante i rischi della missione, decide di seguire la parte avventurosa del suo animo, ereditata dai suoi avi "Tuc", entrando a far parte del gruppo nel ruolo di "scassinatore". Sebbene Thorin dubiti fortemente delle capacità dello hobbit, il viaggio per la riconquista di Erebor comincia.
In una delle prime notti del viaggio Kíli e Fíli spaventano Bilbo avvertendolo delle incursioni notturne degli orchi, ma Thorin li rimprovera dicendo loro che non è cosa su cui scherzare. Balin, allora, racconta perché Thorin è così tanto ostile nei confronti degli orchi: quando dovettero fuggire da Erebor i nani pensarono di recarsi nell'antico reame dei nani, Moria; gli orchi, però, li avevano preceduti e così ebbe inizio la battaglia di Nanduhirion, dove Thrór fu decapitato dall'imponente orco pallido Azog il Profanatore, il comandante degli orchi. Thráin invece scomparve, fatto prigioniero o ucciso nelle miniere di Moria. Thorin, però, vendicò la morte dei suoi familiari proteggendosi dagli attacchi di Azog con il ramo di una quercia (da questo deriva il suo soprannome) e amputandogli il braccio sinistro; Azog sarebbe quindi morto per le ferite riportate e i nani vinsero la battaglia con una vittoria amarissima per le ingenti e dolorose perdite. In realtà Azog è sopravvissuto e, essendo venuto a sapere di Thorin e della sua compagnia, decide di dargli la caccia dai pressi di Colle Vento.
Il giorno seguente, in seguito a un litigio con Thorin, Gandalf abbandona momentaneamente il gruppo. Quella stessa notte, la compagnia, notata la sparizione di alcuni pony, viene catturata dai Troll Berto, Maso e Guglielmo: Bilbo tenta di impedire ai tre di mangiare i suoi compagni nani, cercando di guadagnare tempo in attesa dell'alba, ma alla fine è Gandalf a salvare la situazione, esponendo i troll al sole e tramutandoli così in pietra. Nella caverna dei troll il gruppo si impadronisce di alcune lame elfiche: Thorin prende con sé la spada nota con il nome di Orcrist (Fendiorchi), Gandalf entra in possesso di Glamdring (Battinemici), mentre Bilbo riceve dallo stregone un pugnale (che in seguito sarà noto come Pungolo), che risplende magicamente di una luce azzurrina in caso di presenza di Orchi o Goblin nelle vicinanze.
Poco dopo, il gruppo si imbatte nell'eccentrico stregone Radagast il Bruno, il quale informa Gandalf di una presenza malvagia che dimora a Dol Guldur, un mago umano noto come Negromante. Questa sinistra figura ha contaminato (con l'ausilio di ragni giganti e veleno) gran parte di Bosco Fronzuto, ormai conosciuto come "Bosco Atro". Inoltre, Radagast mostra a Gandalf una Lama Morgul, sottratta al Re stregone di Angmar. Con questa prova, Gandalf sospetta che tale "Negromante" altri non sia che Sauron in persona. Subito dopo, il gruppo è attaccato da alcuni Orchi a cavallo di mannari, inviati da Azog. Radagast si offre di depistarli, lasciando il tempo a Gandalf e ai suoi amici di raggiungere Gran Burrone attraverso un passaggio segreto. Quella sera, Elrond, signore di Gran Burrone (che prima, insieme ad altri elfi, aveva ucciso gli orchi), decifra la mappa di Thorin, spiegando che c'è realmente una porta segreta sulla montagna solitaria, ma che essa sarà visibile soltanto se illuminata dalla luce dell'ultima luna d'autunno.
Il giorno seguente Gandalf partecipa a una riunione alla quale prendono parte anche Elrond, Galadriel (la dama elfica di Lothlórien) e il capo dell'ordine degli stregoni, Saruman il Bianco. Lo stregone tenta di convincere i membri del consiglio del ritorno di Sauron, sotto le mentite spoglie del Negromante. Gandalf vuole infatti evitare che Smaug e Sauron si alleino, ma Saruman è scettico, ritenendo che l'antico nemico sia ormai sconfitto. Inoltre i membri del consiglio non sembrano appoggiare la missione di Thorin. Contro la volontà del Consiglio, Gandalf invia Bilbo e i Nani verso le Montagne Nebbiose, con l'intento di raggiungerli in seguito. Qui la piccola compagnia viene quasi travolta da una lotta tra giganti di pietra, ma tutti riescono miracolosamente a salvarsi e a entrare in una grotta nelle montagne. Mentre sono intenti a riposarsi nella grotta, Bilbo e i nani vengono catturati dagli orchi delle Montagne Nebbiose, i Goblin. Nel frattempo, a Gran Burrone, Galadriel incarica Gandalf di indagare sulla lama Morgul e sul Negromante, promettendogli il suo aiuto qualora ne avesse bisogno.
Mentre i nani sono portati al cospetto del loro capo, il Grande Goblin, Bilbo si separa dalla compagnia e, dopo lo scontro con un Goblin, cade in una caverna. Qui incontra Gollum che, inavvertitamente, perde un anello dalla tasca. Bilbo lo raccoglie e subito dopo si ritrova faccia a faccia con lo stesso Gollum, che fa una scommessa con Bilbo: se lo hobbit riuscirà a vincere al gioco degli indovinelli Gollum lo condurrà all'uscita, ma se sarà la creatura a vincere lo ucciderà e lo mangerà. Nel frattempo il Grande Goblin informa Thorin che Azog è vivo e vegeto e che ha messo una taglia sulla testa del nano. Improvvisamente, Gandalf raggiunge i nani e li libera dalle grinfie dei Goblin e, dopo un lungo inseguimento per le gallerie della montagna, il Grande Goblin si para loro davanti, ma lo stregone lo uccide con Glamdring. Tutta la compagnia (incluso il cadavere del Grande Goblin) cade in un passaggio che conduce verso l'uscita. Poco lontano da lì, Bilbo vince la sfida, ma Gollum si rende conto di aver perso l'anello e capisce che è stato lo hobbit a rubarlo. Mentre i nani riescono a scappare con l'aiuto di Gandalf, Bilbo si infila senza volerlo l'anello di Gollum, diventando invisibile e fuggendo così dalle caverne, risparmiando la vita della creatura per pietà. Gollum, accecato dall'ira, giura di odiare Bilbo per sempre.
Il gruppo dei nani si ricongiunge con Bilbo il quale è ormai deciso a liberare la casa dei nani dalle grinfie di Smaug. Sfortunatamente il gruppo viene attaccato da alcuni orchi comandati dall'orco pallido Azog, il quale aveva pedinato la compagnia a cavallo del re dei mannari. Mentre i nani si rifugiano sugli alberi per scampare agli orchi, Thorin attacca frontalmente Azog, venendo però sconfitto. Bilbo interviene in aiuto dell'amico e lo salva dalla furia dell'orco, seguito prontamente dagli altri nani, che uccidono alcuni tra mannari e orchi. Improvvisamente arrivano le aquile, richiamate da Gandalf, che salvano la compagnia conducendola alla Carroccia, un luogo sicuro. Qui, una volta ripresosi dalle ferite, Thorin si scusa con Bilbo per averlo sottovalutato e ne riconosce il coraggio. Il gruppo crede che il peggio sia passato, vedendo la Montagna Solitaria all'orizzonte, ma proprio in quel momento, immerso nel tesoro dei nani, Smaug si risveglia dal suo sonno.

## Personaggi
- Bilbo Baggins, interpretato da Martin Freeman (da giovane) e da Ian Holm (da anziano): è lo hobbit che parte con i nani per riconquistare Erebor.
- Gandalf il Grigio, interpretato da Ian McKellen: è lo stregone (o Istar) che organizza la spedizione dei nani e di Bilbo verso Erebor.
- Thorin Scudodiquercia, interpretato da Richard Armitage: è l'erede del Popolo di Durin e il capo della spedizione per riconquistare Erebor.
- Balin, interpretato da Ken Stott: un anziano guerriero che è sopravvissuto all'attacco di Smaug alla Montagna Solitaria.
- Dwalin, interpretato da Graham McTavish: è un nano forte e potente che ha una tendenza naturale a non fidarsi di chiunque non sia un nano, in particolare se si tratta di elfi.
- Kíli, interpretato da Aidan Turner: fratello minore di Fíli, nipote di Thorin, nonché uno dei più giovani nani della compagnia.
- Fíli, interpretato da Dean O'Gorman: fratello maggiore di Kíli, nipote di Thorin, nonché uno dei più giovani nani della compagnia.
- Dori, interpretato da Mark Hadlow: un nano gentile e molto educato, fratello maggiore di Nori e Ori.
- Nori, interpretato da Jed Brophy: un nano furbo e scaltro, fratello di Dori e Ori.
- Ori, interpretato da Adam Brown: un nano timido e impacciato che in battaglia utilizza una fionda. È il fratello minore di Dori e Nori.
- Óin, interpretato da John Callen: un lontano cugino di Thorin che si unisce a quest'ultimo sia per lealtà nei confronti dei suoi amici, sia perché dispone di una certa somma di denaro investita nell'impresa. Fratello di Glóin.
- Glóin, interpretato da Peter Hambleton: lontano cugino di Thorin che si unisce a quest'ultimo sia per lealtà nei confronti dei suoi amici e perché, col fratello Óin, dispone di una certa somma di denaro investita nell'impresa.
- Bifur, interpretato da William Kircher: insieme ai suoi cugini Bofur e Bombur è uno dei pochi nani che non è legato alla dinastia nobile e reale di Durin. È muto e ha un frammento d'ascia orchesca conficcato nel cranio.
- Bofur, interpretato da James Nesbitt: insieme a suo fratello Bombur e suo cugino Bifur è uno dei pochi nani che non è legato alla dinastia nobile e reale di Durin. Discende da minatori di carbone e lavoratori del ferro.
- Bombur, interpretato da Stephen Hunter: insieme a suo fratello Bofur e suo cugino Bifur è uno dei pochi nani che non è legato alla dinastia nobile e reale di Durin. Discende da minatori di carbone e lavoratori del ferro.
- Gollum/Smèagol, interpretato da Andy Serkis: è una strana creatura dalla doppia personalità incontrata da Bilbo mentre questi si era perso nelle caverne dei Goblin.
- Elrond, interpretato da Hugo Weaving: signore di Gran Burrone, l'ultima casa accogliente; ospita i nani e Bilbo durante il loro viaggio e decifra la mappa di Thorin.
- Saruman il Bianco, interpretato da Christopher Lee: il capo dell'Ordine degli stregoni e del Bianco Consiglio.
- Galadriel, interpretata da Cate Blanchett: la dama elfica di Lothlórien.
- Radagast il Bruno, interpretato da Sylvester McCoy: uno stregone che vive al limitare occidentale di Bosco Atro.
- Azog il Profanatore, interpretato da Manu Bennett: un orco gigantesco che si distingue dagli altri poiché ha la pelle bianca. Vuole porre fine alla dinastia nanica di Durin, uccidendo Thorin e la sua compagnia.
- Il Grande Goblin, interpretato da Barry Humphries: enorme re dei Goblin che catturano i nani durante il loro viaggio verso Erebor.
- Frodo Baggins, interpretato da Elijah Wood: nipote di Bilbo e il futuro portatore dell'Unico Anello.
- Berto, Maso e Guglielmo: interpretati da Mark Hadlow, William Kircher e Peter Hambleton (già interpreti dei nani Dori, Bifur e Glóin): sono tre troll che catturano i nani e Bilbo nella foresta.
- Lindir, interpretato da Bret McKenzie: uno degli elfi al servizio di Elrond.
- Thrór, interpretato da Jeffrey Thomas: nonno di Thorin e padre di Thráin. Viene ucciso e decapitato da Azog.
- Thráin II, interpretato da Mike Mizrahi e Thomas Robin : padre di Thorin.
- Thranduil, interpretato da Lee Pace: re degli Elfi di Bosco Atro e padre di Legolas.
- Re Stregone di Angmar: è uno dei nove Spettri dell'Anello che affronta Radagast a Dol Guldur.
- Yazneg, interpretato da John Rawls: è uno degli orchi al servizio di Azog.

## Produzione

### Sviluppo
(Peter Jackson)
Lo Hobbit - Un viaggio inaspettato, così come i suoi seguiti, ebbe una gestazione travagliata, tanto che nel corso degli anni dovette superare molti ostacoli e cause legali prima di essere finalmente distribuito al cinema. Le prime idee per la realizzazione di un film risalgono al 1995, quando Peter Jackson e Fran Walsh espressero interesse nel realizzare una trilogia, idealmente composta da un film basato su Lo Hobbit e due su Il Signore degli Anelli. Nel 2007 la New Line Cinema e la MGM si accordarono per l'uscita de Lo Hobbit: la prima avrebbe distribuito il film negli Stati Uniti, mentre la seconda nel resto del mondo.
Ad aprile 2008 venne annunciato che Guillermo del Toro avrebbe diretto la pellicola. Del Toro rimase coinvolto nel progetto sino al 2010, anno in cui decise di lasciare la regia a causa di ritardi nelle riprese, provocati dai problemi finanziari della Metro-Goldwyn-Mayer. Jackson decise quindi di occuparsi di persona della regia e firmò il contratto nell'ottobre 2010.

### Riprese
Le riprese del film iniziarono il 21 marzo 2011 a Wellington e terminarono il 17 ottobre 2011; il medesimo giorno della conclusione della lavorazione del primo film iniziarono le riprese del secondo film, che terminarono il 6 luglio 2012. In questo lungo arco di tempo, com'era accaduto per la trilogia de Il Signore degli Anelli, le riprese dei primi due capitoli furono girate nuovamente in Nuova Zelanda. La seconda parte del montaggio del secondo film fu in seguito rieditata per la creazione del terzo film, annunciato ufficialmente da Jackson al Comic-Con di San Diego 2012. Riprese aggiuntive per il capitolo finale vennero effettuate dal 10 maggio al 29 giugno 2013.

## Colonna sonora
La colonna sonora è stata composta da Howard Shore, già compositore di quella della trilogia de Il Signore degli Anelli ed eseguita dalla London Philharmonic Orchestra. Alcuni temi della trilogia de Il Signore degli Anelli sono stati ripresi e adattati alle nuove atmosfere del film. A differenza della trilogia de Il Signore degli Anelli, non sono state donne a interpretare l'ormai solita canzone composta per i titoli di coda, bensì un uomo, Neil Finn, che ha composto Song of the Lonely Mountain.

### Album
La colonna sonora ufficiale fu distribuita su CD a partire dall'11 dicembre 2012 in due versioni speciali con due dischi ciascuno e ha raggiunto il disco d'oro in Canada.

#### Tracce
Di seguito vengono riportati i brani presenti nella prima edizione della colonna sonora, intitolato in originale The Hobbit Standard Edition:
Disco 1
1. My Dear Frodo – 8:04
2. Old Friends – 4:29
3. An Unexpected Party – 3:52
4. Axe or Sword? – 5:57
5. Richard Armitage e gli interpreti dei nani – Misty Mountains – 1:42 (musica: David Donaldson, David Long, Steve Roche e Janet Roddick[18])
6. The Adventure Begins – 2:04
7. The World is Ahead – 2:19
8. An Ancient Enemy – 4:58
9. Radagast the Brown – 4:54
10. Roast Mutton – 4:02 – contiene estratti di Misty Mountains di Donaldson, Long, Roche e Roddick[18]
11. A Troll-hoard – 2:38
12. The Hill of Sorcery – 3:50
13. Warg-scouts – 3:02

Disco 2
1. The Hidden Valley – 3:50
2. Moon Runes – 3:20
3. The Defiler – 1:13
4. The White Council – 7:19
5. Over Hill – 3:43 – contiene estratti di Misty Mountains di Donaldson, Long, Roche e Roddick[18]
6. A Thunder Battle – 3:55
7. Under Hill – 1:55
8. Riddles in the Dark – 5:21
9. Brass Buttons – 7:37
10. Out of the Frying-Pan – 5:54
11. A Good Omen – 5:46
12. Neil Finn[19] – Song of the Lonely Mountain – 4:09 (testo: Neil Finn[19] – musica: Finn, Donaldson, Long, Roche e Roddick[18])
13. Dreaming of Bag End – 1:49

Di seguito vengono riportati i brani presenti nella seconda edizione della colonna sonora, intitolato in originale The Hobbit Special Edition, che contiene la versione estesa di diversi brani:
Disco 1
1. My Dear Frodo 8:03
2. Old Friends (versione estesa) 5:00
3. An Unexpected Party 4:08
4. Blunt the Knives (performance degli interpreti dei nani, Exclusive Bonus Track) 1:01
5. Axe or Sword? 5:59
6. Misty Mountains (performance degli interpreti dei nani) 1:42
7. The Adventure Begins 2:04
8. The World is Ahead 2:19
9. An Ancient Enemy 4:56
10. Radagast the Brown (versione estesa) 6:37
11. The Trollshaws (Exclusive Bonus Track) 2:08
12. Roast Mutton (versione estesa) 4:56
13. A Troll-hoard 3:38
14. The Hill of Sorcery 3:50
15. Warg-scouts 3:02

Disco 2
1. The Hidden Valley 2:49
2. Moon Runes (versione estesa) 3:39
3. The Defiler 1:14
4. The White Council (versione estesa) 9:40
5. Over Hill 3:42
6. A Thunder Battle 3:54
7. Under Hill 1:54
8. Riddles in the Dark 5:21
9. Brass Buttons 7:37
10. Out of the Frying-Pan 5:55
11. A Good Omen 5:45
12. Song of the Lonely Mountain (di Neil Finn, versione estesa) 6:00
13. Dreaming of Bag End 1:56
14. A Very Respectable Hobbit (Exclusive Bonus Track) 1:20
15. Erebor (Exclusive Bonus Track) 1:19
16. The Dwarf Lords (Exclusive Bonus Track) 2:01
17. The Edge of the Wild (Exclusive Bonus Track)

## Distribuzione
La campagna pubblicitaria del film si è principalmente incentrata su una campagna virale online, e, oltre alle tradizionali tipologie promozionali, come poster e trailer, sono stati organizzati alcuni eventi, come la visita del cast e del regista al San Diego Comic-Con International 2012, dove sono stati mostrati 12 minuti di scene inedite del film. Prima dell'uscita, Peter Jackson ha distribuito online dei videoblog che raccontano la realizzazione del film e raccolgono i commenti del cast, della troupe e dello stesso regista.
Il primo teaser trailer del film è stato diffuso il 20 dicembre 2011, mentre quello in lingua italiana il 19 gennaio 2012. Una sua versione alternativa, contenente alcune scene inedite, è stata pubblicata il 4 agosto 2012.
Il 19 settembre 2012 è stato diffuso online il full trailer del film, seguito subito dopo dalla versione italiana e da ben cinque versioni alternative del trailer stesso con quattro finali alternativi. Sono state diffuse anche diverse locandine: le prime raffiguranti i protagonisti, e successivamente anche di nuove raffiguranti i nani e altri personaggi minori.
La prima mondiale del film ha avuto luogo il 28 novembre 2012 a Wellington, Nuova Zelanda. Circa 100 000 persone hanno partecipato alla première e l'intero evento è stato trasmesso in televisione e su Internet in streaming.
Distribuito dalla Warner Bros., il film è uscito il 14 dicembre 2012 negli Stati Uniti d'America e il 13 dicembre 2012 in Italia. La pellicola è distribuita nelle sale in quattro versioni differenti: 2D, 3D, HFR 3D e IMAX 3D.

### Date di uscita

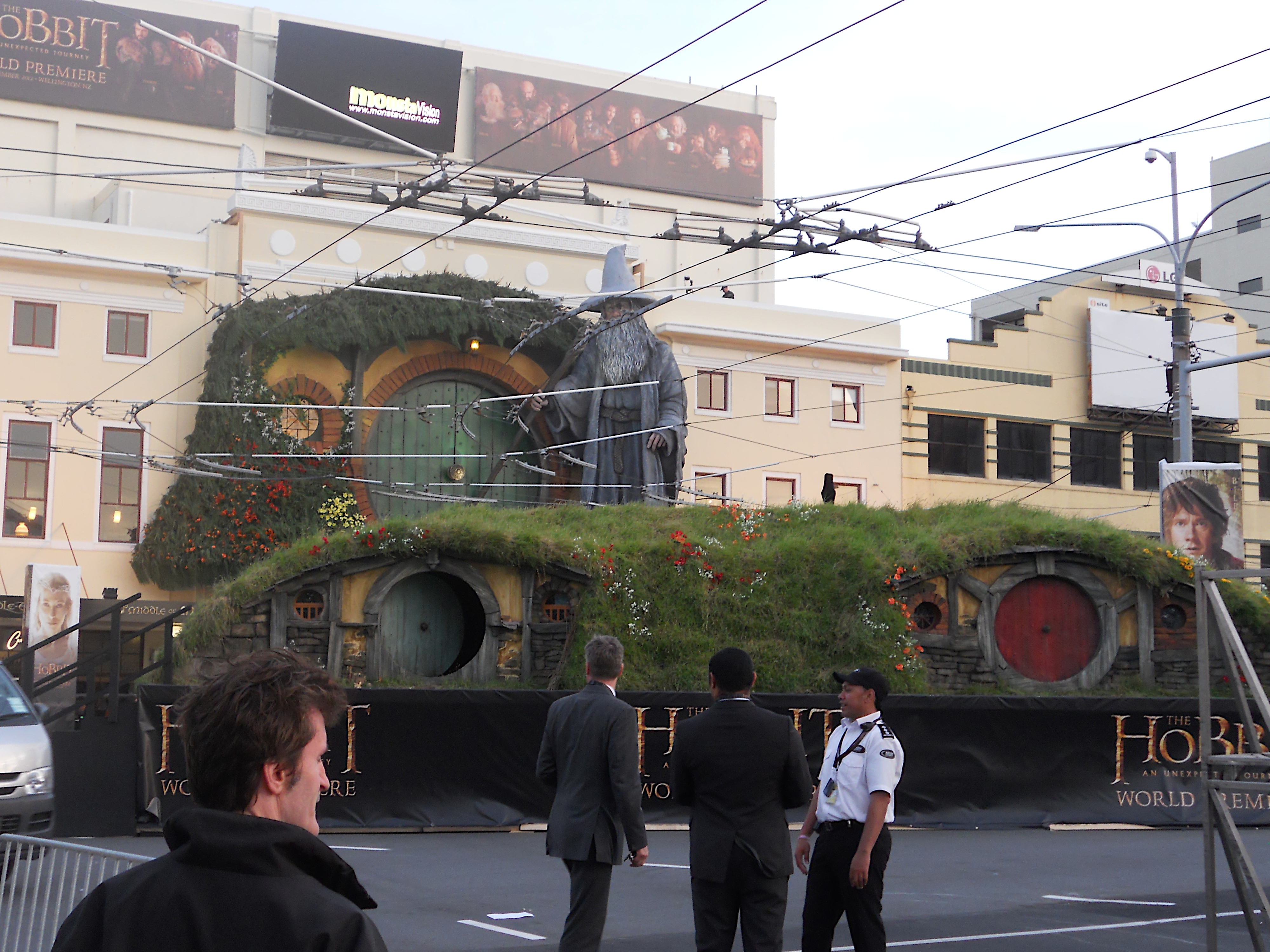
L'Embassy Theatre a Wellington ha ospitato l'anteprima mondiale del film

Le date di uscita internazionali nel corso del 2012 sono state:
- 28 novembre 2012 in Nuova Zelanda (première mondiale)
- 12 dicembre 2012 in Danimarca (Hobbitten: En uventet rejse), Finlandia (Hobitti - Odottamaton matka'), Francia, Belgio vallone e Svizzera romanda (Bilbo le Hobbit: un voyage inattendu), Nuova Zelanda, Norvegia (Hobbiten: En uventet reise), Paesi Bassi e Belgio fiammingo (De Hobbit: Een onverwachte reis), Sudafrica e Svezia (Hobbit: En oväntad resa)
- 13 dicembre 2012 in Argentina (El Hobbit: Un viaje inesperado), Bosnia ed Erzegovina (Hobit: Neocekivano putovanje), Cile, Croazia, Germania (Der Hobbit - Eine unerwartete Reise), Ungheria (A hobbit: Váratlan utazás), Irlanda, Israele (Ha'Hobbit: masa bilti tzafui), Italia (Lo Hobbit - Un viaggio inaspettato), Portogallo (O Hobbit: Uma Viagem Inesperada), Serbia ( Hobit: Neočekivano putovanje), Singapore, Slovenia (Hobit: Nepričakovano potovanje), Thailandia, Regno Unito
- 14 dicembre 2012 in Brasile (O Hobbit: Uma Jornada Inesperada), Bulgaria (Хобит: Неочаквано пътешествие), Canada, Estonia, Giappone, Lituania (Hobitas: nelaukta kelione), Paraguay, Romania (Hobbitul: O Calatorie Neasteptata), Sudafrica, Spagna (El Hobbit: Un viaje inesperado), Turchia (Hobbit: Beklenmedik Seyahat) e Stati Uniti
- 19 dicembre 2012 in Armenia, Bielorussia e Russia (Хоббит: Нежданное путешествие)
- 20 dicembre 2012 in Cambogia e Ucraina
- 25 dicembre 2012 in Colombia
- 26 dicembre 2012 in Australia e Islanda
- 28 dicembre 2012 in Polonia
- 11 gennaio 2013 in Mongolia
- 31 gennaio 2013 in Repubblica di Macedonia
- 15 febbraio 2013 in Cina.

### Edizioni home video
La versione cinematografica viene resa disponibile il 19 marzo 2013 negli USA mentre in Italia il 9 aprile. La Warner rende disponibili quattro edizioni del film:
- DVD doppio disco: edizione con due DVD contenenti uno il film in definizione standard e l'altro i contenuti speciali del film;
- Blu ray 2D: edizione 2D comprendente due dischi, contenenti uno il film in HD e l'altro i contenuti speciali del film. È presente anche la copia digitale del film;
- Blu ray 3D e 2D: edizione comprendente 4 dischi blu ray con il film in HD sia in 3D sia in 2D. Un disco è riservato ai contenuti speciali. È presente anche la copia digitale del film.
- Blu-ray 4K: ulteriore versione rimasterizzata della pellicola, messa in vendita a partire dal 1º dicembre 2020.

È stata realizzata inoltre un'edizione estesa del film, contenente 13 minuti aggiuntivi di scene inedite rispetto alla versione cinematografica; essa è stata distribuita sia in DVD che in Blu-ray Disc il 5 novembre 2013 negli Stati Uniti, mentre in Italia il 13 novembre. Il 1º dicembre 2020 è uscita la versione in Blu-ray 4K.

## Accoglienza

### Incassi
Durante il suo giorno d'apertura nelle sale statunitensi, il film ha aperto al primo posto incassando 37,5 milioni di dollari, di cui solo 13 milioni provenienti dalle proiezioni di mezzanotte, totalizzando il miglior giorno d'esordio di sempre nel mese di dicembre, e battendo i 34,5 milioni di dollari de Il Signore degli Anelli - Il ritorno del re, che nel 2003 registrò il record precedente. Durante il fine settimana d'esordio nelle sale statunitensi il film ha incassato 84,6 milioni di dollari, il più alto incasso d'apertura di tutto il mese di dicembre (record appartenuto precedentemente a Io sono leggenda nel 2007).
In Italia, il film ha raggiunto immediatamente la prima posizione e, nel suo primo fine settimana, ha incassato 4,3 milioni di euro con una media per sala di ben 5 600 euro.
Il 4 marzo 2013, il film ha battuto il traguardo del miliardo di dollari in incassi internazionali, soprattutto grazie al successo ottenuto in Cina, dove il film era stato distribuito il 15 febbraio.
Il film ha raggiunto l'incasso complessivo mondiale di 1017107150 $, risultando il quarto film con maggior incasso del 2012.

### Critica
Il film ha generalmente ricevuto recensioni positive da parte della critica cinematografica. Il sito Rotten Tomatoes ha riportato che il 64% delle 307 recensioni professionali ha dato un giudizio positivo sul film, con una media di voto di 6,6 su 10, mentre sul popolare sito IMDb il film ha ottenuto una valutazione tra gli utenti di 7,8 su 10. Su Metacritic, invece, il film ha avuto un punteggio di 58 su 100 basato su 40 recensioni.

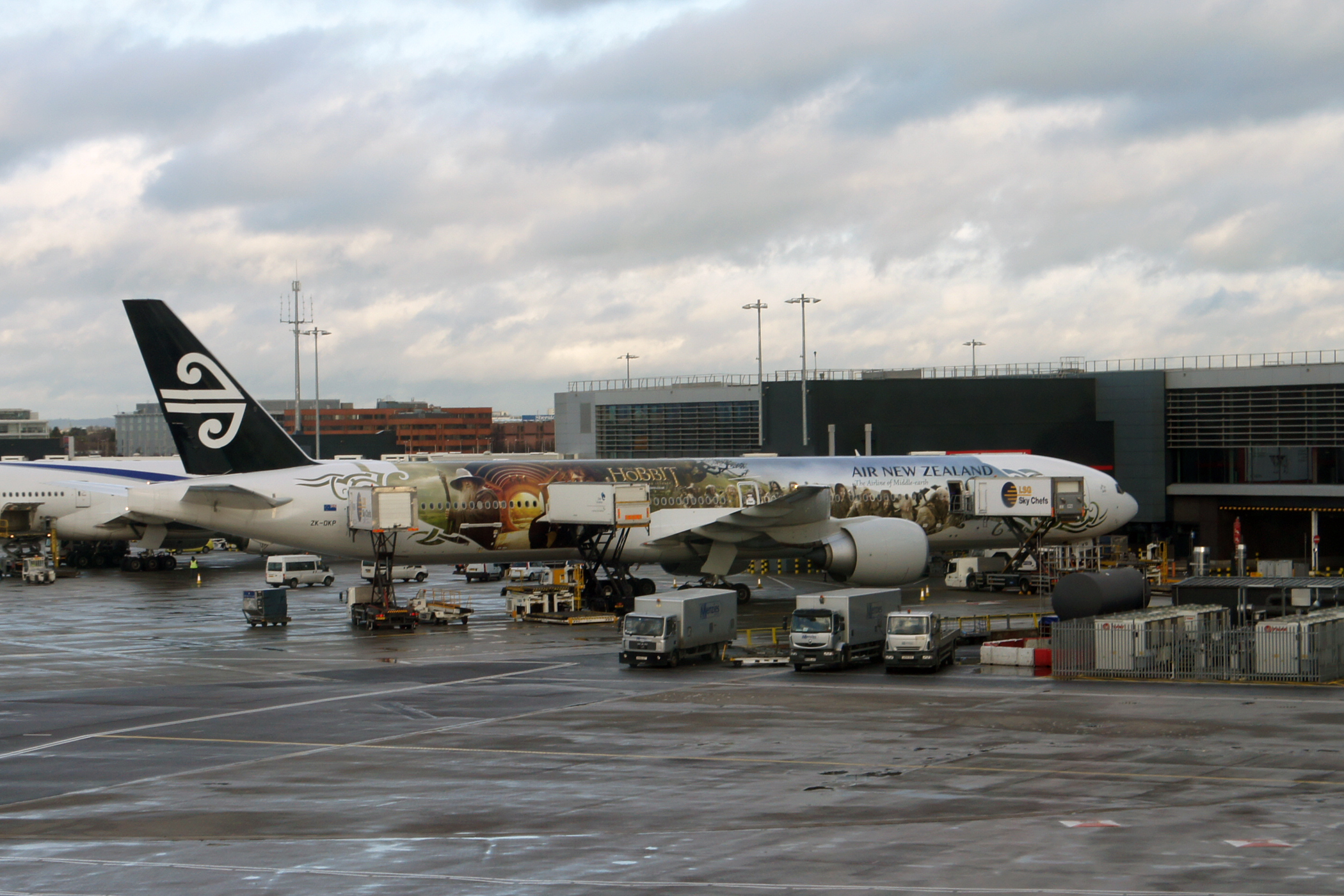
Air New Zealand B-777-300 con il logo del film.

La critica si è divisa in merito al film, sia in Italia che all'estero. Ed Gonzalez di Slant Magazine ha dato al film 3 stelle su 4, scrivendo che il film è costruito bene e in grado di emozionare fotogramma dopo fotogramma. Rodrigo Perez di The Playlist parla di un film «epico, grandioso ed emozionante: uno dei più divertenti e affascinanti eventi dell'anno». Matthew Leyland di Total Film ha dato al film 5 stelle, scrivendo che il film è «affascinante, spettacolare, tecnicamente audace... insomma, tutto ciò che c'è da aspettarsi da un film di Peter Jackson». Kate Muir di The Times ha dato al film 4 stelle su 5 e, nella sua recensione, ha lodato sia l'interpretazione di Martin Freeman nel ruolo di Bilbo Baggins che la tecnologia 3D utilizzata nella pellicola. Dan Jolin di Empire giudica il film più leggero rispetto al Signore degli Anelli e loda l'interpretazione e la bravura di Freeman.
Todd McCarthy di The Hollywood Reporter ha dato del film una recensione positiva, pur riconoscendo una certa lentezza nella pellicola. Ha dichiarato che «Jackson e i suoi colleghi hanno creato una vera e propria delizia per gli appassionati, qualcosa che i milioni di fan del Signore degli Anelli apprezzeranno molto. Ma in termini puramente cinematografici, è lento, con un certo numero di momenti didascalici di esposizione e con la mancanza di un vero e proprio movimento progressivo». Il critico di Rolling Stone Peter Travers ha apprezzato il film soltanto nella sua seconda parte, nella quale Bilbo, Gandalf e i nani sono protagonisti di scene d'azione. Robbie Collin de The Telegraph ha dato al film solo due stelle, dichiarando che le uniche scene a salvarsi nel film sono quelle con Andy Serkis nella parte di Gollum. Peter Debruge di Variety scrive: Bilbo inizia il suo "viaggio inaspettato" in un modo estremamente lento [..]. Jackson e il suo team sembrano obbligati ad arricchire il mondo della loro precedente trilogia con scene che sarebbe stato meglio destinare a un'edizione speciale del DVD (oppure omettere del tutto), ma che non giustificano del tutto una seconda saga».
La maggior parte della critica è stata incentrata, soprattutto, sull'High Frame Rate 3D, la nuova tecnologia utilizzata da Peter Jackson. Per Peter Debruge «la tecnica incrementa il dinamismo della mobilissima macchina da presa di Andrew Lesnie, che una volta di più passa dal più stretto dei dettagli alla più ampia panoramica [..], ma il 3D complica anche i trucchi prospettici utilizzati da Jackson nei film precedenti, creando strani effetti di disturbo, specialmente nell'affollatissima scena della Bag End, dove Gandalf si erge in maniera poco convincente su personaggi alti la metà. Ancora più sconcertante è l'introduzione dei 48 fotogrammi al secondo, che risolve sì il problema dello sfarfallio della pellicola ogni volta che la macchina da presa fa una panoramica o un movimento orizzontale che attraversa tutta l'inquadratura, ma al prezzo di rendere ogni elemento in scena enfatico e artificiale, svelando così la falsità palese del set e dei costumi. Inoltre, le sezioni ben illuminate dell'inquadratura si estendono anche ai bordi, dando l'impressione di guardare un film a casa di ottima qualità». Dello stesso avviso è anche Todd McCarthy che scrive: «l'artificio tecnico funziona alla perfezione nelle scene più spettacolari, mentre sembra un video televisivo eccessivamente sgargiante nelle scene in interni, come quelle nella casa di Bilbo, dove paradossalmente il film ha qualcosa di vagamente teatrale. Un effetto che la versione 24 fotogrammi al secondo attenua regalando una tessitura visiva più morbida e notevolmente più accurata».
Anche in Italia il film ha generalmente ricevuto recensioni e commenti misti. Il database cinematografico MYmovies.it riporta quattro stelle su cinque in base al voto del pubblico e ai giudizi dei dizionari di cinema, e tre stelle su cinque in base a un ampio campione di recensioni raccolte, italiane e non.

## Riconoscimenti
- 2013 - Premio Oscar
  - Candidatura per la miglior scenografia a Dan Hennah, Ra Vincent e Simon Bright
  - Candidatura per il miglior trucco a Peter Swords King, Rick Findlater e Tami Lane
  - Candidatura per i migliori effetti speciali a Joe Letteri, Eric Saindon, David Clayton e R. Christopher White
- 2012 - Art Directors Guild[57]
  - Candidatura per la miglior scenografia per un film fantasy a Dan Hennah
- 2012 - Costume Designers Guild[58]
  - Candidatura per il miglior film fantasy a Richard Taylor, Bob Buck
- 2012 - Georgia Film Critics Association
  - Candidatura per la miglior scenografia
- 2012 - Houston Film Critics Society[59]
  - Miglior realizzazione tecnica
  - Candidatura per la miglior colonna sonora ad Howard Shore
- 2013 - Premio BAFTA[60]
  - Candidatura per il miglior trucco
  - Candidatura per i migliori effetti speciali
  - Candidatura per il miglior sonoro

- 2013 - Critics' Choice Award[61]
  - Candidatura per la miglior scenografia a Dan Hennah, Ra Vincent, Simon Bright
  - Candidatura per i migliori costumi a Bob Buck, Ann Maskrey, Richard Taylor
  - Candidatura per il miglior trucco
  - Candidatura per i migliori effetti speciali
- 2013 - Empire Award[62]
  - Miglior fantasy
  - Miglior attore a Martin Freeman
  - Candidatura per il miglior uso del 3D
  - Candidatura per il miglior regista a Peter Jackson
  - Candidatura per il miglior film
- 2013 - Golden Reel Award
  - Candidatura per il miglior montaggio sonoro in un lungometraggio
  - Candidatura per il miglior montaggio sonoro negli effetti sonori
- 2013 - MTV Movie Award
  - Best Hero per Bilbo Baggins a Martin Freeman

## Merchandising
La Warner Bros. Interactive Entertainment ha realizzato un videogioco, distribuito contemporaneamente all'uscita del film.

## Sequel
Originariamente i film dovevano essere solo due. Il secondo film si sarebbe dovuto intitolare The Hobbit: There and Back Again in italiano Andata e ritorno, ma, dopo l'annuncio da parte di Jackson della realizzazione di un terzo film, quest'ultimo titolo è stato successivamente dato al terzo film come provvisorio e non definitivo, mentre il secondo è stato rinominato Lo Hobbit - La desolazione di Smaug. Il secondo film è uscito il 13 dicembre 2013, mentre il terzo capitolo originariamente previsto per il 14 luglio 2014 è uscito in seguito al rinvio il 17 dicembre dello stesso anno ed è stato rinominato nell'aprile 2014 Lo Hobbit - La battaglia delle cinque armate.